# 小球藻属
小球藻属是共球藻綱小球藻科之下的一個單細胞绿藻的屬，是一種於水面浮生的植物。綠球藻屬物種能夠在簡單環境裡通過光合作用迅速繁殖，只需要提供足夠的二氧化碳、水、陽光和少量礦物質。
本屬物種為常見營養補充品「綠藻」常用的物種。現時全球規模最大的綠球藻養殖基地位於日本冲绳八重山群島。
另外，本屬物種過往及現在亦同時用於治理污水、以及試圖利用人類的小便來培養本屬物種（包括Chlorella sorokiniana及Chlorella vulgaris）。
本属某些物种可能导致人畜共患疾病，即绿球藻病（Chlorellosis），主要感染绵羊与牛，个案报告也见于人、羚羊、狗、河狸、骆驼和鱼  。

## 語源
綠球藻的學名來自於希臘語字根 （chloros，綠色）和拉丁語的後綴（小）。

## 發現與研究歷史
綠球藻是由荷蘭微生物學者马丁努斯·威廉·拜耶林克於1890年間在河流湖泊中發現；而1931年獲诺贝尔生理学或医学奖的癌症研究權威的德國生物化學家及細胞生理學家奥托·海因里希·瓦尔堡是第一個以綠藻進行生物學研究的學者。
1961年，美國加州大學的梅尔文·卡尔文以綠球藻研究植物中二氧化碳同化的途徑而榮獲诺贝尔化学奖。

## 型態與特徵
綠球藻顧名思義有着球形的外型，直徑約2到10微米，沒有鞭毛，但有細胞壁，由多層纖維素框架組成。綠球藻屬物種細胞有葉綠體和和散落在細胞質的線粒體。葉綠體含有綠色光合色素葉綠素-a和-b，其比例與一般高等植物相同。

## 分類學
綠球藻屬物種的單系性仍然存疑：儘管其父系分類單元已不斷將關係較遠的物種分出去，現時的綠球藻仍然被認為是一個並系群，包含不少因為趨同效應而有着相似型態的物種。

### 下属物种
本属包括以下物种：
- Chlorella conductrix (Brandt) Beijerinck
- 椭圆小球藻 Chlorella ellipsoidea
- Chlorella elongata (Hindák) C.Bock et al.
- Chlorella emersonii Shihira & Krauss
- Chlorella faginea Hsu
- Chlorella homosphaera Skuja
- Chlorella kessleri (Gickelh.) Bourr.
- Chlorella lewinii C.Bock, Krienitz & Pröschold, 2011
- Chlorella luteoviridis Chodat, 1912
- Chlorella marina Butcher
- Chlorella miniata (Nägeli) Oltm.
- 小綠球藻 Chlorella minutissima (Gickelh.) Bourr.
- Chlorella minutissima Fott & Nováková
- Chlorella mirabilis V.M.Andreyeva, 1973
- Chlorella oocystoides Hindák
- Chlorella ovalis Butcher
- Chlorella parasitica (Brandt) Beijerinck
- 蛋白核小球藻 Chlorella pyrenoidosa
- Chlorella saccharophila (W.Krüger) W.Mig., 1907
- Chlorella salina Butcher
- Chlorella salina Kufferath, 1919
- Chlorella sorokiniana Shihira & Krauss, 1965
- Chlorella spaerckii Ålvik
- Chlorella stigmatophora Butcher
- Chlorella thermophila Ma, Han, Huss, Hu, Sun & Zhang, 2015
- Chlorella variabilis I.Shihira & R.W.Krauss, 1965
- Chlorella variegata Beijerinck, 1890
- Chlorella volutis C.Bock, Krienitz & Pröschold, 2011
- 普通小球藻 Chlorella vulgaris Beij.，又稱茯加力藻

## 用途

### 食用
許多人認為綠球藻可以作為食物和能源的潛在來源，因為它的光合效率理論上可以達到8%，超過其他諸如甘蔗之類的高效作物。
早在1960年代，《人民日报》引述中國科學院水生所的研究，發現綠球藻屬物種的蛋白质含量高達30%以上，可治療當時中國國民因為长期营养不良而导致的浮肿病。1960年10月，秘书胡喬木呈書毛澤東稱，推廣綠球藻，既可治浮腫，又能“保證不餓死人”。1960年10月27日毛将胡乔木的信批转全國，開始大力推廣，大规模用人尿来培植綠球藻。
事實上，乾燥的綠球藻屬物種的蛋白質含量可高達45%，還有20%脂肪酸，20%碳水化合物，5%食用纖維，10%礦物質及維生素。因此現時已有健康食品生產商在大型的人造圓塘大量生產綠球藻以供食用。
當科學家首次大規模的收穫養殖的綠球藻時，認為這些綠球藻將會是人類飲食中廉價的蛋白質補充劑的來源。一些倡導者有時專注於藻類的其他假定的健康益處，例如體重控制、癌症預防和免疫系統支持等。據美國癌症協會聲稱：「可用的科學研究不支持其預防或治療癌症或任何其他人類疾病的有效性。」
在某些生長條件下， 小球藻能夠產生多元不飽和脂肪含量高的油—小綠球藻（Chlorella minutissima）可生產二十碳五烯酸，而且比例還佔總脂質的39.9%。

#### 歷史
在全球擔心在1940年代末到1950年代初期的「嬰兒潮」人口爆炸期，由於擔心人口不受控的增長會引發糧食危機，綠球藻被視為新的和有前途的主要食物來源，並且是當前世界飢餓危機的可能解決方案。在此期間許多人認為飢餓將是一個壓倒性的問題，並認為小球藻通過以相對較低的成本提供大量優質食物來結束這場危機。
許多機構開始研究藻類，包括卡內基研究所、洛克菲勒基金會、美國國立衛生研究院、加州大學伯克利分校、原子能委員會和斯坦福大學。第二次世界大戰之後 ，許多歐洲人正在挨餓，而不少馬爾薩斯主義者認為戰爭不是發生饑荒的主因。他們認為：全球糧食生產無法追上人口的增加，才是饑荒的主要成因。根據1946年一份FAO的報告，預期在1960年將要生產出比1939年的糧食產量多25到35%，才能趕上人口上的增長；而若要確所有人的健康，這個比例更要上調至90到100%。

### 用於二氧化碳還原和氧氣生產
1965年，前蘇聯俄羅斯的CELSS實驗場所BIOS-3以大桶在人造光下養殖綠球藻，以去除實驗場所內的二氧化碳，並為內裡的人提供氧氣。實驗確定，只要有8平方米的暴露綠球藻面積，就可以為一個在密封環境內的成人去除其排出的二氧化碳，並替代以其所需的氧氣。

### 替代醫學

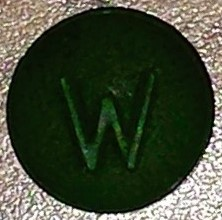
一顆被壓成藥丸狀的綠球藻錠

綠球藻在美國和加拿大主要被作為健康補充劑銷售，而在日本則作為食品補充劑
綠球藻有一些聲稱的健康影響，包括：治療癌症的能力。 然而，根據美國癌症協會的報告，“現有的科學研究不支持其預防或治療癌症或任何其他人類疾病的有效性”。

### 健康問題与绿球藻病
2002年曾有一項研究發現認為：綠球藻的細胞壁含有脂多醣，是一種在革蘭氏陰性菌中發現的內毒素，會影響免疫系統、並可能導致炎症 。然而，較近期的研究認為：在革蘭氏陰性菌以外的生物體發現的脂多醣 ，例如在藍綠菌中的脂多醣與革蘭氏陰性菌中的脂多醣明顯不同。
本属某些物种可能导致人畜共患疾病，即绿球藻病（Chlorellosis），主要感染绵羊与牛，个案报告也见于人、羚羊、狗、河狸、骆驼和鱼  。

### 水族箱
當水族箱內有綠球藻，可令水的顏色變綠、降低水的透光度。這是由於在水族箱內其他生物排出的高濃度硝酸鹽和磷酸鹽，在陽光直接照射下有助綠球藻生長。通過不斷補充新水，逐步替換水族箱內的水，有助減低水族箱內硝酸鹽和磷酸鹽的濃度；為水族箱遮光，亦能幫助緩解問題。

## 參看
- 瓜菜代
- 卡爾文循環
- 無效的癌症治療列表（英语：List of ineffective cancer treatments）
- 聯盟28號：1978年的一次太空任務，其中包括綠球藻試驗
- 螺旋藻